# انباکس
اَنباکس یک لایه سازگاری آزاد و منبع باز است که می‌تواند برنامه‌های تلفن همراه و بازی‌های موبایلی که برای اندروید توسعه یافته‌اند را بر روی توزیع‌های لینوکس اجرا کند. شرکت کنونیکال انباکس کلود(به انگلیسی: Anbox Cloud) را برای اجرای برنامه‌های اندروید در محیط ابری معرفی کرد.
انباکس سیستم زمان اجرا اندروید را با استفاده از LXC (کانتینرهای لینوکس) اجرا می‌کند، با ایجاد محیط ایزوله برنامه‌های اندروید بدون شبیه‌سازی سخت‌افزاری بر روی هسته لینوکس اجرا می‌شوند. برنامه‌ها هیچ گونه دسترسی مستقیم سخت‌افزاری ندارند، همه دسترسی‌ها از طریق دیمونِ انباکس ارسال می‌شوند.
انباکس در ۳ فوریه ۲۰۲۳ منسوخ شد و دیگر به‌طور فعال پشتیبانی نمی‌شود.